# Манчестерська мала експериментальна машина

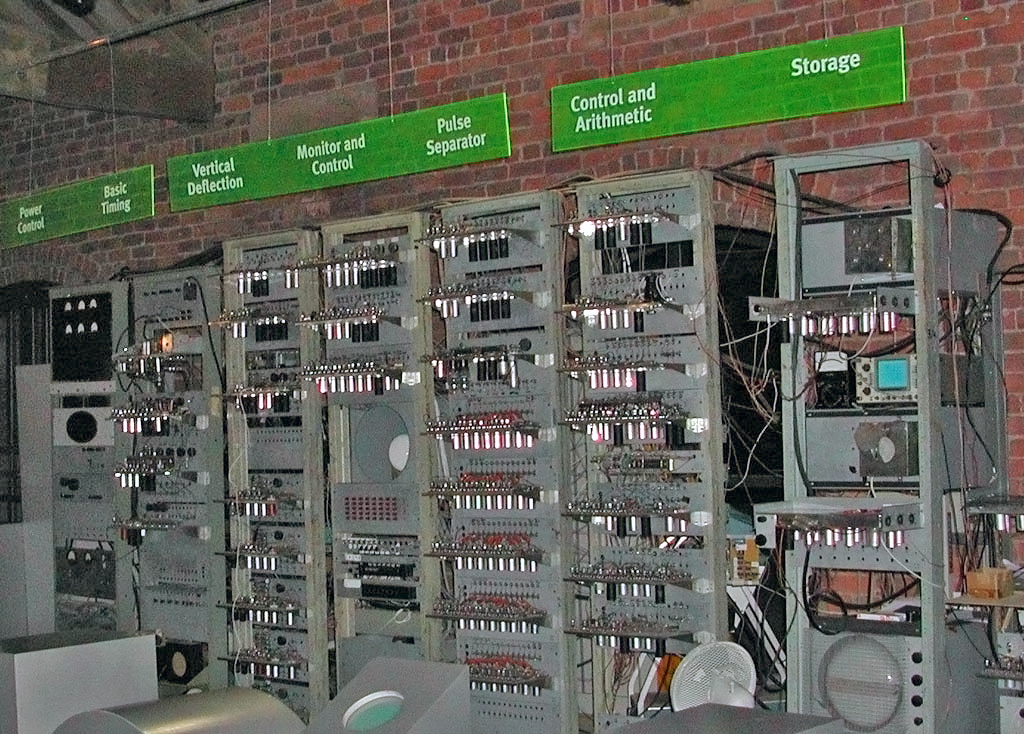
Копія МЕМ в Музеї науки та промисловості в Манчестері

Манчестерська мала експериментальна машина (англ. Manchester Small-Scale Experimental Machine, скор. SSEM), також відома як Baby («немовля») — перший електронний комп'ютер, побудований за принципом сумісного зберігання даних і програм в пам'яті.
Був створений в Університеті Манчестера Фредеріком Вільямсом і Томом Кілберном, запустив свою першу програму 21 червня 1948. Машина була задумана не як робоча ЕОМ, а як експериментальний апарат для вивчення властивостей комп'ютерної пам'яті на ЕПТ (так званої «трубки Вільямса»).
Коли МЕМ довела працездатність такого роду запам'ятовуючих пристроїв, в університеті почалися роботи над створенням повноцінного комп'ютера на трубках Вільямса — Манчестерського Марк I.

## Характеристики
- Пам'ять: 32 32-бітних слова; реалізована за допомогою однієї трубки Вільямса
- Процесор: 7 інструкцій, акумуляторна архітектура, швидкодія 0,00083 MIPS